# 抚顺城
抚顺城，是指明清时期在今辽宁省抚顺市境内修建的城池。

## 明代抚顺城
明代抚顺城位于浑河北岸高尔山下，现已无存，大体位置在今抚顺北火车站西边不远之处。明王朝建城之后，命名为“抚顺”。抚顺自汉代设置行政机构后，数易其名，直至明洪武十七年（1384年），才正式定名为抚顺，并沿用至今。
洪武二十一年（1388年），明朝在抚顺置千户所，属沈阳中卫。又在抚顺以东的官岭增设抚顺关，并筑辽东边墙与边堡。成化元年（1465年），又于抚顺城南马驿设边墩，以防患。成化四年（1468年），由辽东副总兵韩斌主持重修抚顺城。重修后的抚顺城稍大于旧城，其周三里，护城河宽二丈，深一丈，开东、南、北三门，为当时抚顺地区最大的军事城堡及指挥中心，也是辽东地区重要的军事前哨。
明正统十四年（1449年），女真首领李满柱，乘发生“土木之变”朝野混乱之际，率领1万多人包围了抚顺城。明将鲁全率守城将士誓死守城，最终击退了李满柱的进攻，这是明代抚顺城最大的一次战斗。明万历四十六年（1618年），努尔哈赤誓师伐明，亲率大军进攻抚顺城。守将李永芳畏敌投降。努尔哈赤轻取抚顺城。为防止明军重至，努尔哈赤撤走时一举焚毁城池。以抚顺命名的这座古城兴于兵乱，毁于战火，共历时235年。

## 清代抚顺城
明万历四十六年（1618年），努尔哈赤攻下抚顺城，撤走时将城焚毁，一直到清康熙二十一年，康熙皇帝第二次东赴永陵谒祖时，抚顺仍是一片荒凉。由于抚顺是清王朝“开国立基”的“龙兴圣地”，又是清朝皇帝谒永陵的必经之路，故从乾隆四十三年（1778年）起，到乾隆四十八年（1783年）止，用了六年时间，重新修筑的抚顺城。
清代抚顺城的位置在明代抚顺城南面，按现在的区划是：西至宁远街，东至新华街，北至永吉路，南至新城路。据《盛京通志》记载：城周围共三里，有东、南、北三个城门。南门叫“嘉会门”，北门称“广润门”，东门为“便门”。重新建城之后，城内商业随之繁荣。商店、铺店、手工业作坊遍布街市。较大型的店铺有抚西丝布店、永和当铺、福粮庄和一品位饭店。还有肉市、牲畜市、柴市等自由交易市场。成为辽东东部地区重要的农副产品交流市场和集市中心。
清道光九年（1829年），清政府曾拨款对抚顺城进行了一次大的维修。光绪三十一年（1905年）日俄战争时期，抚顺城遭大炮轰击。“广润门”匾额被俄军炮弹击毁。光绪三十四年（1908年），兴仁县改称抚顺县，移治于抚顺城。抚顺城内工商业和居住中心逐渐移至浑河南岸的千金寨。此后，抚顺城日趋萧条，而城墙“嘉会门”则一直较完整存在。1950年，为了扩建道路，将城墙全部拆除。